# راي مالطي
الراي المالطي (بالإنجليزية: Leucoraja melitensis)‏ نوع من الأسماك ينتمي إلى الفصيلة (الورنكية). النوع نادر ويستوطن في البحر الأبيض المتوسط، يوجد في المياه الساحلية للجزائر وتونس وإيطاليا ومالطا واليونان وتركيا. موائله الطبيعية هي البحار المفتوحة، وهو مهدد بفقدان موائله الطبيعية.

## الاستهلاك المستدام والتهديد
في عام 2010، أضافت منظمة السلام الأخضر الدولية (Greenpeace International) الراي المالطي (Leucoraja melitensis) إلى قائمتها الحمراء للمأكولات البحرية. وهذه القائمة تضم الأسماك التي تُباع بشكل شائع في المتاجر الكبرى حول العالم، والتي تواجه خطرًا كبيرًا من أن تكون مستمدة من مصائد غير مستدامة. صنفت هاذه السمكة كنوع مهدد بالانقراض بشكل حرج وفقًا للإتحاد الدولي لحفظ الطبيعة (IUCN). هذا التصنيف يعزى بشكل رئيسي إلى تدهور موائلها الطبيعية والصيد الجائر في قاع البحر، مما أدى إلى انخفاض أعدادها بنسبة تصل إلى 80٪ في بعض المناطق.

## روابط خارجية
- https://worldspecies.org/ntaxa/626928
- https://www.sciencedaily.com/releases/2007/11/071126141041.htm